# 2001 UC17
2001 UC17, também escrito como 2001 UC17, é um objeto transnetuniano (TNO) que está localizado no cinturão de Kuiper, uma região do Sistema Solar. Este corpo celeste é classificado como um plutino, pois, o mesmo está em uma ressonância orbital de 2:3 com o planeta Netuno. O mesmo possui uma magnitude absoluta de 7,6 e tem um diâmetro com cerca de 133 km.

## Descoberta
2001 UC17 foi descoberto no dia 17 de outubro de 2001 pelos astrônomos O. R. Hainaut, e D. Kinoshit.

## Órbita
A órbita de 2001 UC17 tem uma excentricidade de 0,068 e possui um semieixo maior de 39,600 UA. O seu periélio leva o mesmo a uma distância de 33,842 UA em relação ao Sol e seu afélio a 45,358 UA.